# Giuseppe Maria Foppa
Giuseppe Maria Foppa  (* 12. Juli 1760 in Venedig; † 1. März 1845 ebenda) war ein italienischer Librettist.

## Leben und Werk
Giuseppe Maria Foppa studierte zunächst am Conservatorio dei Mendicanti Gesang und schwenkte dann auf eine literarische Laufbahn um.
Von 1797 bis 1799 wirkte er als Dichter und Direktor des Teatro San Carlos in Lissabon. Er kehrte nach Venedig zurück und wurde Urkundenbeamter am dortigen Gerichtshof. 1838 trat er in den Ruhestand.
Nach einigen Romanen schrieb er nahezu 80 Operntexte in der Zeit zwischen dem 18. Jahrhundert und dem Anfang des 19. Jahrhunderts. Er war hauptsächlich in seiner Geburtsstadt Venedig aktiv, schrieb aber auch für die Theater in Mailand, Genua, Padova, Reggio Emilia, Pistoia, Bologna und Florenz.
Seine Libretti wurden unter anderem von Gioachino Rossini, wie zum Beispiel L’inganno felice (dt.: Der glückliche Betrug, 1812) und La scala di seta (Die seidene Leiter, 1812) sowie Simon Mayr (u. a. Sisara, 1793) vertont.